# Gaston VII de Béarn
Gaston VII de Moncade, dit le Grand ou Froissard, né vers 1225, mort le 26 avril 1290 dans le château de Sauveterre-de-Béarn. Il fut  vicomte de Béarn, d'Oloron, de Gabarret et vicomte de Marsan, comte en partie de Bigorre, baron de Moncade et de Castelviel. Il était le fils de Guillaume II de Béarn et de son épouse Gersende de Provence (fille d'Alphonse II, comte de Provence, et de Garsende de Sabran, comtesse de Forcalquier).

## Biographie
À la suite de la mort de Guillaume II de Béarn en 1229, Gaston VII de Béarn devient Vicomte de Béarn et d'Oloron. Il devient aussi Seigneur de Moncade et de Castelviel sous le nom de Gaston VII de Moncade.
La partie occidentale du Béarn est située à la frontière de la Guyenne qui est passée sous souveraineté anglaise. Henri III Plantagenêt prétend faire valoir sa suzeraineté sur le Béarn. Les seigneurs du Béarn étant traditionnellement alliés des rois de France, Gaston VII de Béarn juge qu'il devient plus que nécessaire de fortifier le Béarn. En 1242, il fait notamment d'Orthez la capitale du Béarn, fortifie la ville de Sauveterre-de-Béarn et créé des nouvelles bastides comme la ville de Bellocq. Il fait construire le château de Foix à Roquefort entre 1240 et 1251.
Après avoir reconnu sa vassalité envers le roi d'Angleterre Henri III Plantagenêt, Gaston VII de Béarn entre en conflit ouvert avec celui-ci. Mis en grande difficulté, il se réfugie précipitamment outre-Pyrénées sur les territoires du roi de Castille et León, Alphonse X le Sage. Il revient peu après au pays en renouvelant sa promesse à Henri III Plantagenêt.
Dax est pillée par Gaston VII de Béarn en 1245. En 1260, il fonde le couvent des Cordeliers de Mont-de-Marsan.
Gaston VII de Béarn entre  en conflit avec Édouard Ier d'Angleterre qui l'emprisonne. Il est libéré contre la promesse de rester tranquille.
Gaston VII de Béarn refait scandale en 1276. Excédé, Édouard Ier d'Angleterre l'oblige alors à venir à Londres s'expliquer. On l'emprisonne à Winchester. Les Anglais annexent le Béarn. Libéré après quatre mois de geôle, Gaston VII de Béarn s'avoue vaincu et jure au roi d'Angleterre de se comporter désormais en vassal fidèle.
Gaston VII de Béarn meurt le 26 avril 1290. Il fut un vaillant guerrier. Il passe pour avoir été bon et fidèle aux Béarnais et redoutable pour ses ennemis.

## Mariage et descendance
Il épouse entre 1245 et 1250 Mathe de Matha († 1270/1273) vicomtesse de Marsan, fille de Boson de Matha, seigneur de Cognac, et de Pétronille de Comminges, comtesse de Bigorre et vicomtesse de Marsan. Sa première épouse donne naissance à :
- Constance († 1310), vicomtesse de Marsan et comtesse titulaire de Bigorre,  mariée le 23 mars 1260 à Alphonse d'Aragon († 26 mars 1260)[3], le 15 mai 1269 à Henry de Cornouailles (1235 † 1271)[4] et en 1279 avec Aymon II, comte de Genève († 1280) ;
- Marguerite, vicomtesse de Béarn, mariée en 1252 à Roger-Bernard III, comte de Foix ;
- Mathe, mariée en 1260 à Géraud VI, comte d'Armagnac ;
- Guillelme († 1309), fiancée en 1270 (annulation en 1281) à Sanche IV (1258 † 1295), roi de Castille, puis mariée en 1291 à Pierre d'Aragon[5] (1275 † 1296).

Veuf, il se remarie le 2 avril 1273 avec Béatrice de Savoie (v. 1237 † 1310), baronne de Faucigny, veuve de Guigues VII du Viennois, dauphin du Viennois et fille de Pierre II, comte de Savoie, et d'Agnès de Faucigny.